# Федерация бокса Узбекистана
Федерация бокса Узбекистана (узб. O`zbekiston Boks Federatsiyasi) — является руководящим органом любительского бокса олимпийского стиля в Узбекистане. Он был основан 23 марта 1920 года. Федерация была воссоздана в 1992 году после распада СССР. Штаб-квартира находится в Ташкенте. Федерация бокса Узбекистана является — членом Национального олимпийского комитета Республики Узбекистан.Она является членом Международная ассоциация бокса (IBA) и Азиатского боксерского совета (ASBC).

## История
История развития бокса в Узбекистане неразрывно связана с именем Сиднея Львовича Джексона, заслуженного тренера СССР. Он был одним из самых популярных боксеров Америки в наилегчайшем весе. Первая мировая война застала Сиднея Джексона в Санкт-Петербурге, где он проводил свои гастроли. Въезд в США был временно запрещен. Не имея возможности вернуться домой через посольство США в России, Джексон отправился в Ташкент с рекомендательными письмами. Здесь его застала Октябрьская революция, он решил остаться в Ташкенте. Во время гражданской войны Сидней Джексон был членом Интернациональной бригады, бесстрашным борцом за дело народа. После окончания гражданской войны Джексон вернулся в Ташкент и был назначен инструктором общеобразовательной школы по спорту. С этого времени начинается история развития бокса в Узбекистане. Федерация бокса была организована в 1928 году.
В Узбекистане на 1990 год бокс культивируется в 4 ДЮСШ (PR, «D», «TR», SA) насчитывается 35 отделений бокса, в том числе ДСЮШ-82, СДЮШОР-3, а также 4 отделения ШИСП в городах Андижан — 1, Самарканд — 2, Ташкент — 1.

## Руководители Федерации
- Председатель федерации — Ачилбай Раматов
- Вице-президент УзФБФ — Сакен Полатов[4][5]
- Генеральный секретарь — Шохид Тиллабоев[6]
- Начальник международного отдела и менеджр сборной команды — Тамила Сарыханова[7][8]